# Oviedoparel
De Oviedoparel (Engels: Oviedo Pearl) is een grote parel.
De parel werd door Gonzalo Fernández de Oviedo in zijn in 1526 in Toledo verschenen Historia natural y general de las Indias beschreven als een "parel van 26 karaat die 650 maal zijn gewicht in goud waard was".
Het zou de grootste, luisterrijkste en rondste parel zijn die tot op dat moment in de Golf van Panama gevonden was. De parel is geïdentificeerd als de door Gaspar de Morales in 1515 in Tararequi gekochte parel. De huidige verblijfplaats van deze parel is onbekend.
Abernathyparel ·
Parel van Bao Dai · 
La Pelegrina · 
Gogibus ·
Shah Sofi ·
La Peregrina ·
Sara/Tavernier/Shaista Khan · 
Parel van Allah ·
Parel van Karel I ·
Parel van Karel II ·
Jomonparel · 
Greshamparel ·
La Reine des Perles ·
Abernathyparel · 
La Huerfana · 
De Hopeparel · 
Imperial Hong Kong Pearl ·
La Régente ·
Parel van Koeweit ·
Manciniparels · 
Drexelparel ·
De Parel van Azië · 
Arco-Valleyparel · 
Christopher Walling Abaloneparel · 
Survivalparel · 
Oviedoparel ·
Queen/Patersonparel